# Origin (album d'Evanescence)
Pour les articles homonymes, voir Origin.
Albums de Evanescence
Sound Asleep / Whisper
(1999) Fallen
(2003)
Singles
1. Whisper
Sortie : 2000
2. Lies
Sortie : 2000
3. Even in Death
Sortie : 2001

Origin est la première démo du groupe de metal américain Evanescence (rejoint par David Hodges), publiée le 4 novembre 2000. Seules 2 500 copies sont sorties, le CD s'arrache donc à des prix très élevés.

## Liste des chansons
| No  | Titre                  | Durée |
| --- | ---------------------- | ----- |
| 1.  | Origin (instrumental)  | 0:35  |
| 2.  | Whisper                | 5:28  |
| 3.  | Imaginary              | 3:31  |
| 4.  | My Immortal            | 4:26  |
| 5.  | Where Will You Go      | 3:47  |
| 6.  | Field of Innocence     | 5:13  |
| 7.  | Even in Death          | 4:09  |
| 8.  | Anywhere               | 6:03  |
| 9.  | Lies                   | 3:49  |
| 10. | Away from Me           | 3:30  |
| 11. | Eternal (instrumental) | 7:22  |